# Abdij van Thorn

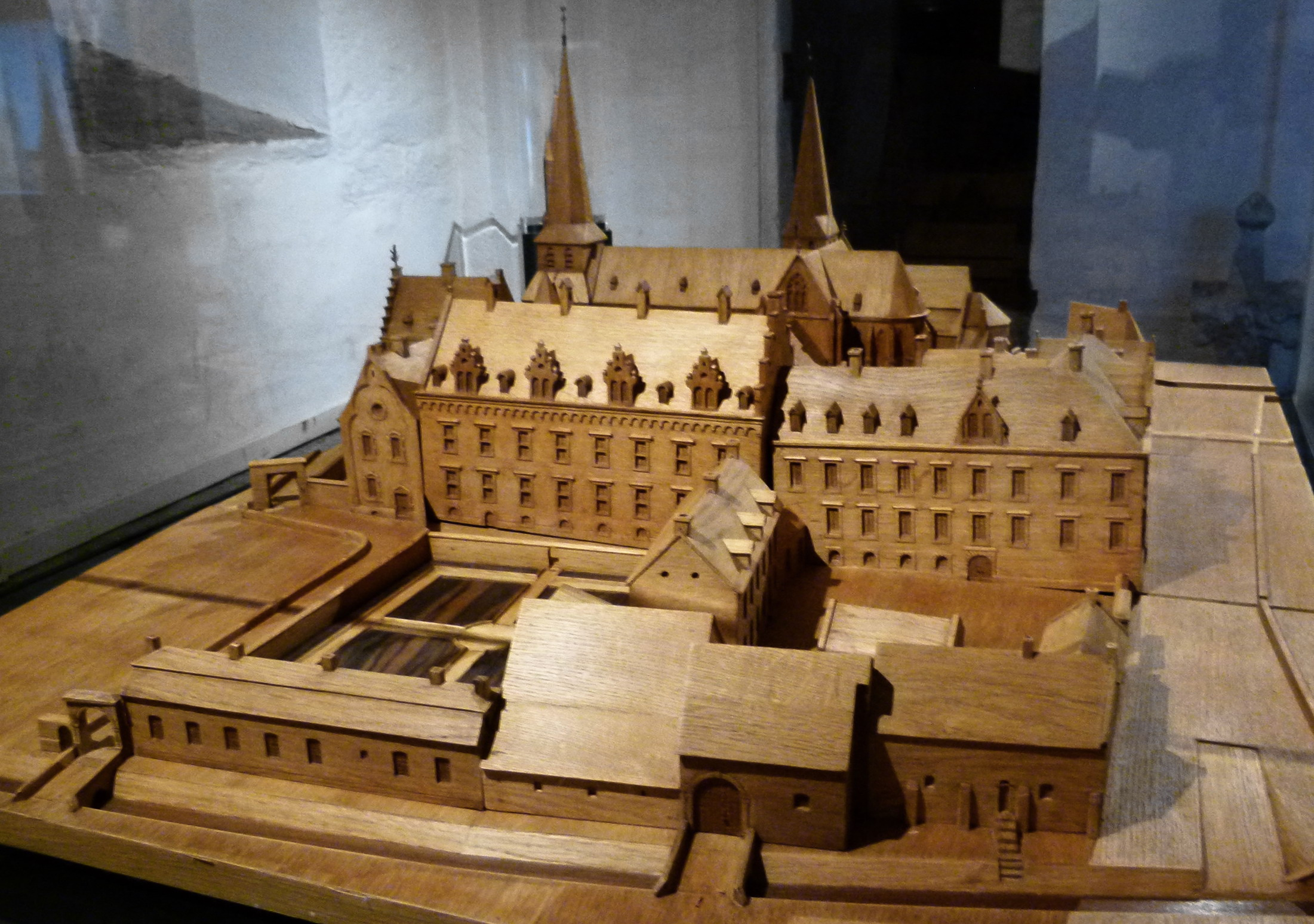
Maquette van de voormalige abdij in de Stiftskerk

De abdij van Thorn, ook wel Stift Thorn, was een abdij en/of adellijk stift, gelegen in het stadje Thorn, tegenwoordig in de Nederlandse provincie Limburg. De abdij werd gesticht na 972 als 'familieklooster' en was vanaf 995 een eigenklooster van de bisschop van Luik. Het groeide in de dertiende eeuw uit tot een eigenstandig landsheerlijk stift, en was vanaf 1715 een rijksabdij in het Heilige Roomse Rijk.

## Geschiedenis

### Ontstaan stift Thorn

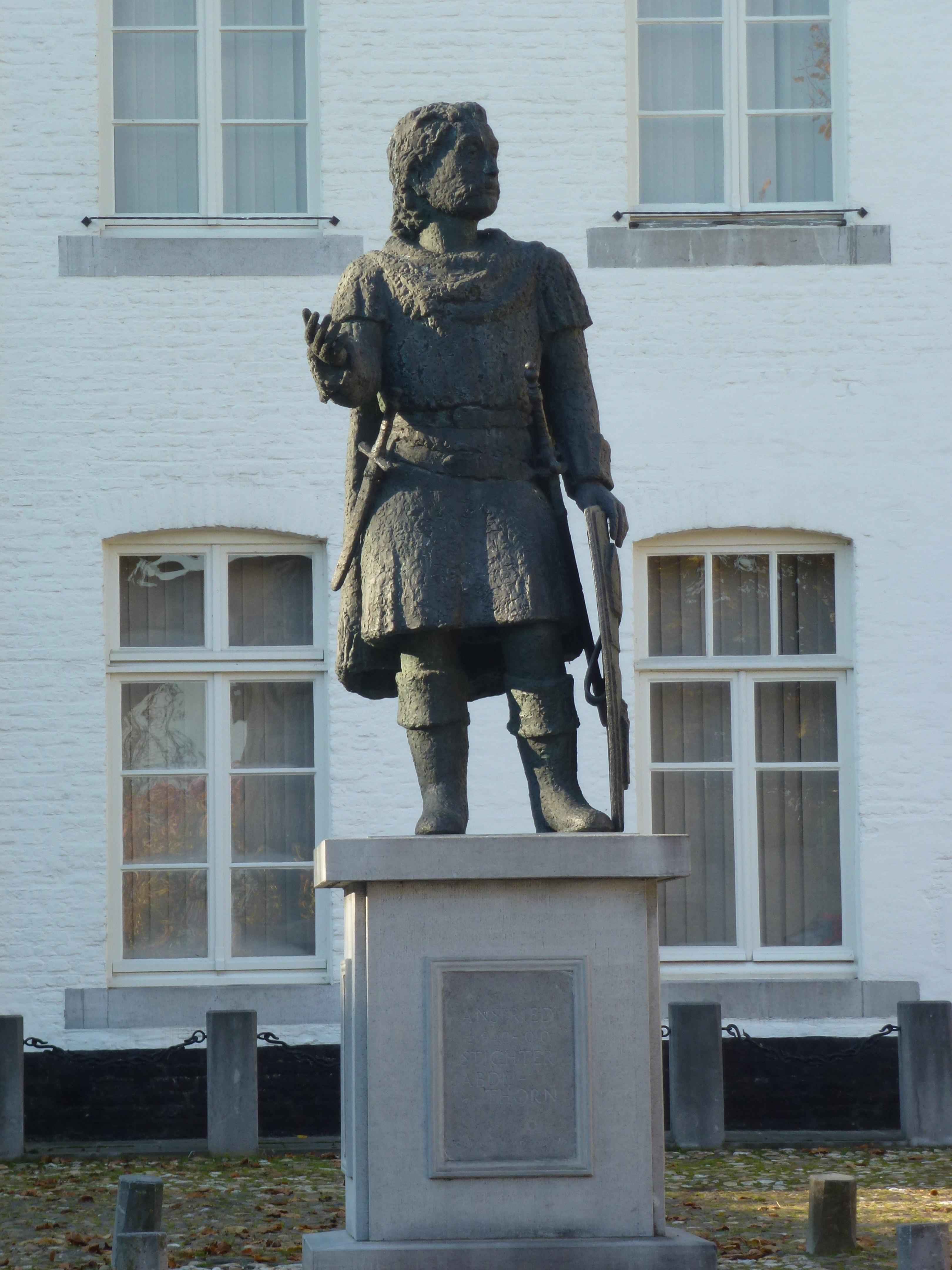
Ansfried in het stadje Thorn

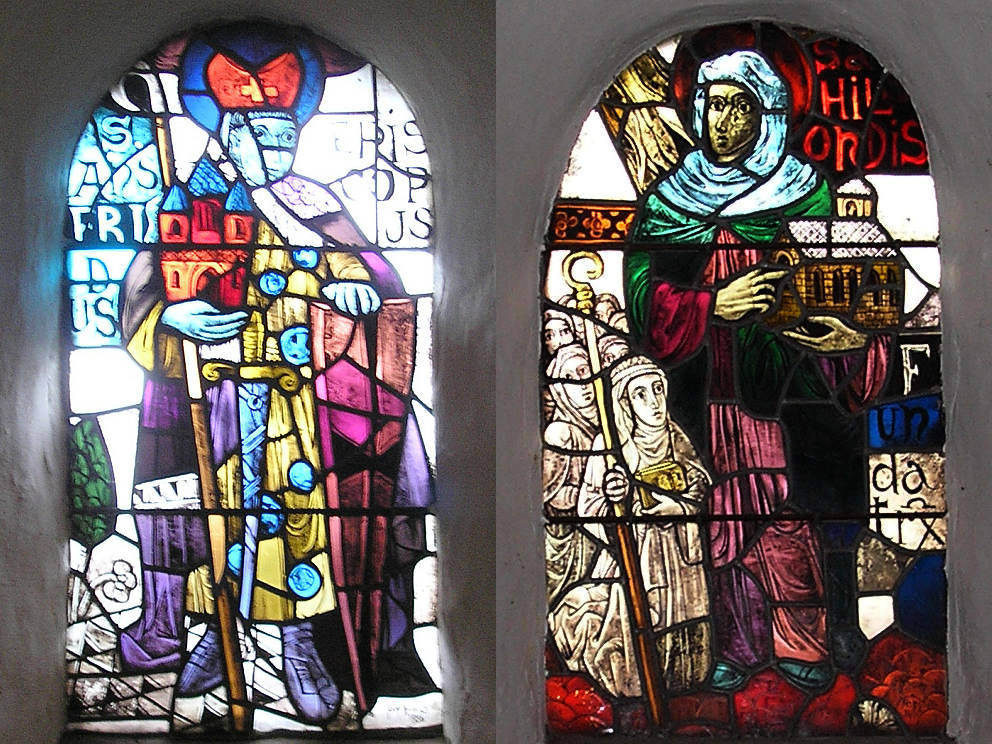
Glas-in-loodraam met de stichters van de abdij: Ansfried en Hilsondis

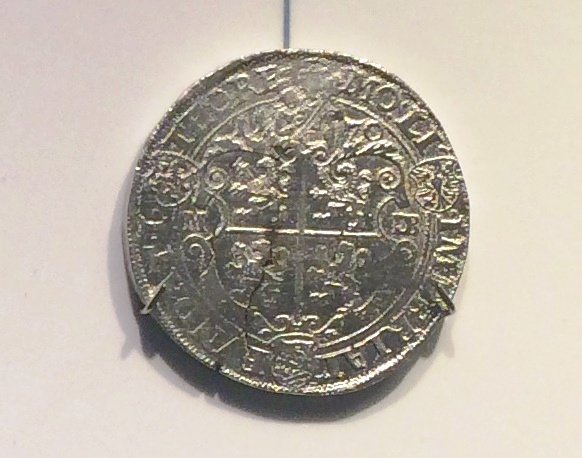
Thorner thaler uit 1570

De abdij van Thorn werd rond 975, in elk geval na 972 en voor 992, gesticht door graaf Ansfried de jongere, die vanaf 995 bisschop van Utrecht was. De oorkonde die aangeeft dat zijn echtgenote Hilsondis (ook Hereswind genoemd), volgens de Strijenlegende gravin van Strijen, de stichtster zou zijn, is een falsum. Zij zou aan het jonge klooster diverse bezittingen in West-Brabant geschonken hebben, hetgeen niet onwaarschijnlijk is. Hun dochter werd de eerste abdis. Achteraf, in de dertiende eeuw, is voor haar de naam Benedicta verzonnen door de kroniekschrijver Argidius van Orval.
Algemeen wordt aangenomen dat de abdij van Thorn gesticht is als 'familieklooster' van Ansfried jr. en bij diens benoeming als bisschop van Utrecht, als eigenklooster overgedragen is aan de bisschop van Luik. Eigenklooster wil zeggen dat, in dit geval, de bisschop van Luik de abdis aanstelde. Dat het als familieklooster gesticht is blijkt uit de vermelding dat Ansfrieds dochter de eerste abdis was en dat zijn echtgenote er begraven is. Stift Thorn is van begin af aan een damesstift geweest zonder vastgelegde kloosterregel. Voor het koorofficie volgden zij deels de regel van Benedictus en deels de regel van Augustinus.

### Voogdij
Ondanks dat Thorn een allodium was stond het onder Gelderse voogdij. Pogingen de voogdij om te zetten naar Gelderse soevereiniteit zijn nooit gelukt. De graaf van Gelre had als oppervoogd vanaf de dertiende eeuw de voogdij in leen gegeven aan de heer van Horne. De voogdij bestond uit het beschermen van de rechten van het 'land van Thorn' en van zijn onderdanen. Als ondervoogd kwam Willem VI van Horne in 1397 met het stift overeen dat hij de rechten van Thorn zal bewaren, zolang zijn dochter Mechteld daar abdis is. Zij was op 4 mei 1397 ondanks dat zij niet volwassen was, zij was 17 jaar, geïnstalleerd als abdis. Mechteld of Mechtildis van Horn(e) zou tot 1446 abdis blijven.

### Geschiedenis en organisatie stift Thorn
In de loop van de 13e eeuw evolueerde het klooster naar een wereldlijk sticht (of stift) voor adellijke vrouwen. De stiftsdames of kanunnikessen leefden vanaf die tijd niet langer gemeenschappelijk, maar hadden ieder een huis in de omgeving van de kerk, hoewel ze wel nog enige tijd geacht werden om de nacht op de gemeenschappelijke slaapzaal in het abdijgebouw door te brengen. In 1310 verzochten ze de paus om het zwarte bovenkleed, dat herinnerde aan het reguliere kloosterverleden, te mogen afleggen, waar ze eerst in 1497 toestemming voor kregen.
Kanunnikessen van Thorn hoefden geen kloostergeloftes af te leggen en mochten persoonlijke eigendommen bezitten. In de praktijk leefden de dames een normaal, zij het luxueus en enigszins afgeschermd leven. Bij het bijwonen van de mis werden ze geacht koorkleding te dragen. De mis konden ze gadeslaan vanaf het dameskoor in het westwerk van de stiftskerk, zodat ze zich niet onder het gewone kerkvolk hoefden te begeven.
Om lid te kunnen worden van het Thornse stift, moest een stamboom met 16 adelskwartieren overgelegd worden. De meeste Thornse stiftsdames kwamen uit hoogadellijke kringen en behoorden tot de elite van het Heilige Roomse Rijk. Meestal waren er niet meer dan twintig kanunnikessen. Een bekende stiftdame was Clara Elisabeth van Manderscheid-Blankenheim, zuster van de toenmalige abdis, die uit dankbaarheid voor een genezing een Loretokapel in Thorn stichtte. Haar grafmonument bevindt zich in de stiftskerk.
De stiftsdames vormden samen met de abdis, de decanes (voorzitster) en vier, later zes (mannelijke) kanunniken, het Thornse kapittel, dat besliste over het reilen en zeilen van de gemeenschap en over haar eigendommen. Het kapittel koos uit haar midden de nieuwe abdis.

### Geschiedenis vorstendom Thorn
Vanaf de 14e eeuw bezaten de abdissen van Thorn tevens de gedeelde heerlijke rechten over het Land van Thorn, waardoor zij zich landsvrouwe konden noemen. De abdissen van Thorn hadden daarmee een hogere status dan andere abten en abdissen.
In de 18e eeuw had de abdis een plaats op de prelatenbank in de Rijksdag onder de Rheinische Prälaten der Geistlichen Bank des Reichsfürstenrates. Zij had niet een zogenaamde virilstem zoals de 'echte' vorsten, de prins-bisschop van Luik en de hertogen van Gulik en Kleef. De abdis had slechts met 18 anderen een collectief stemrecht, één gezamenlijke Kuriatsstimme. Zij werd niet tot de rijksstand gerekend, ook het stift Thorn werd niet tot de rijksstand gerekend.
In de 17e en 18e eeuw waren de abdissen van Thorn vaak tegelijkertijd abdis van het sticht Essen of andere adellijke kloosters. In de achttiende eeuw was het vorstendom Thorn een pleisterplaats voor de hoogadellijke dochters van de Europese rijksvorsten en -graven. Ze werden er klaargestoomd voor een huwelijk met een man van de hoogste stand, of - als die zich niet aandiende - leidden een relatief comfortabel leven in een beschermde omgeving.
De komst van de Fransen in 1794 betekende het einde van het stift. De meeste dames waren al eerder naar Essen gevlucht en keerden nooit meer naar Thorn terug. In 1797 werd de abdij formeel opgeheven. De abdijgoederen werden verbeurd verklaard en de abdijgebouwen, op de stiftskerk na, afgebroken.

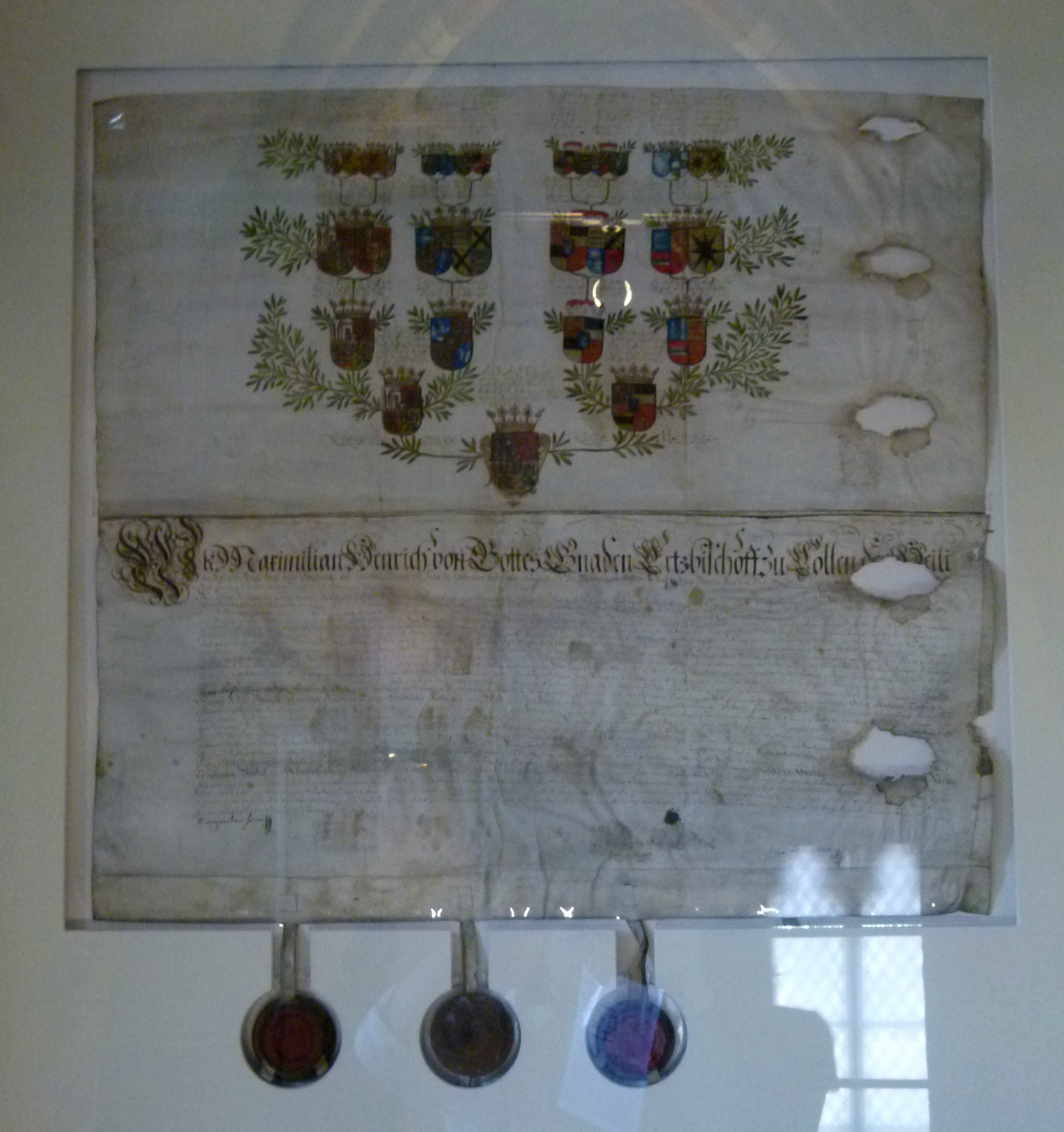
Kwartierstaat van een stiftsdame in de 17e eeuw
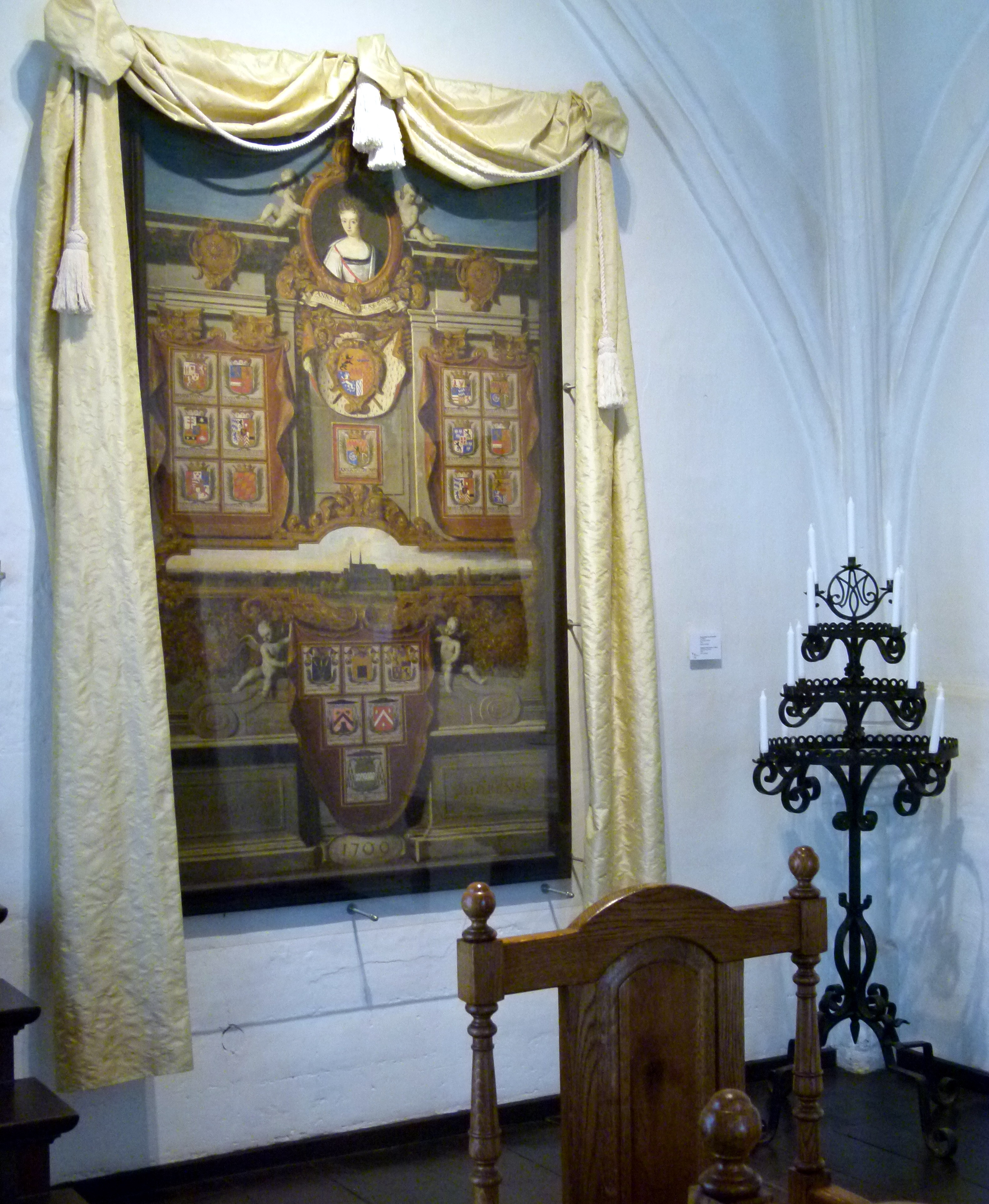
Overzicht kapittelleden in 1706
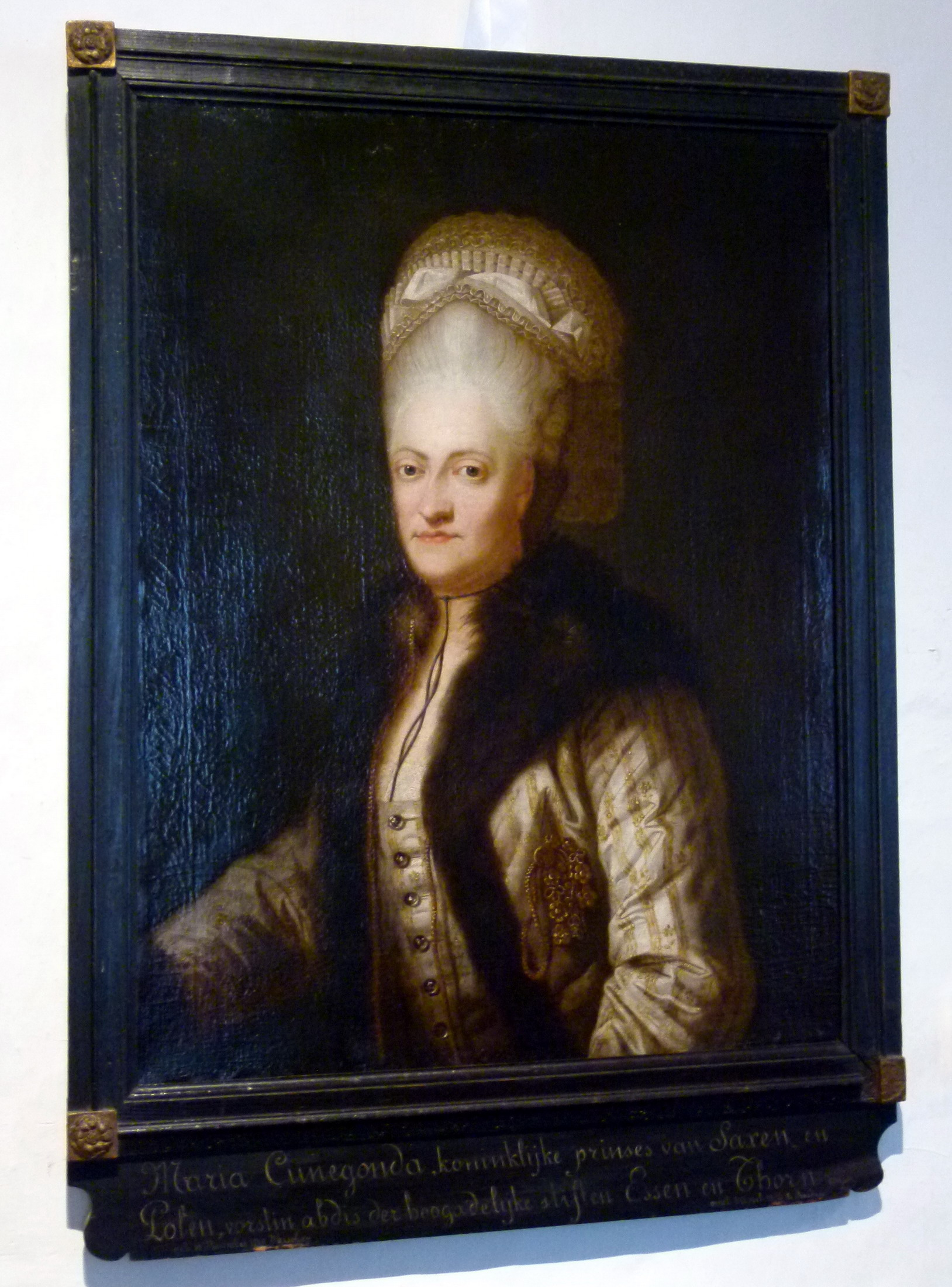
Portret abdis Maria Kunigunde von Sachsen
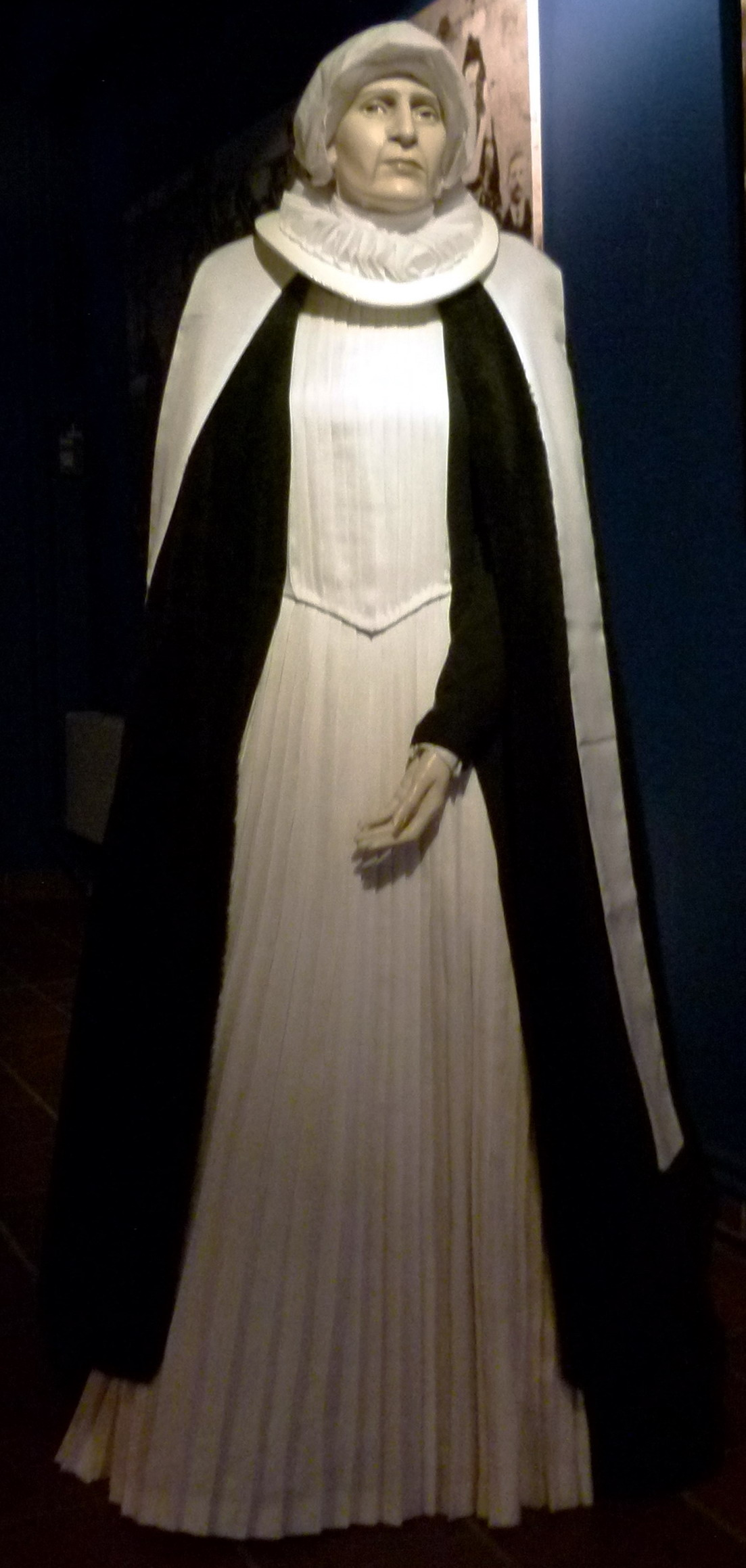
Koorkleding van een kanunnikes

## Beschrijving gebouwen

### Abdijkerk
Alleen de kerk herinnert tegenwoordig nog aan de lange geschiedenis van de abdij. De voormalige abdij- of stiftskerk werd in 1797 als parochiekerk in gebruik genomen, waarna de oude parochiekerk gesloopt werd. De grotendeels gotische stiftskerk (met barokke inrichting) werd eind 19e eeuw door de bekende architect Pierre Cuypers gerestaureerd en deels verbouwd. Na de Tweede Wereldoorlog moest de kerk opnieuw worden hersteld, nadat ze in 1944 zwaar beschadigd was. In het westwerk van de kerk bevinden zich thans nog een aantal ruimtes, die eertijds uitsluitend door de leden van het kapittel mochten worden betreden, zoals het dameskoor, de kapittelzaal en de archiefkamer.

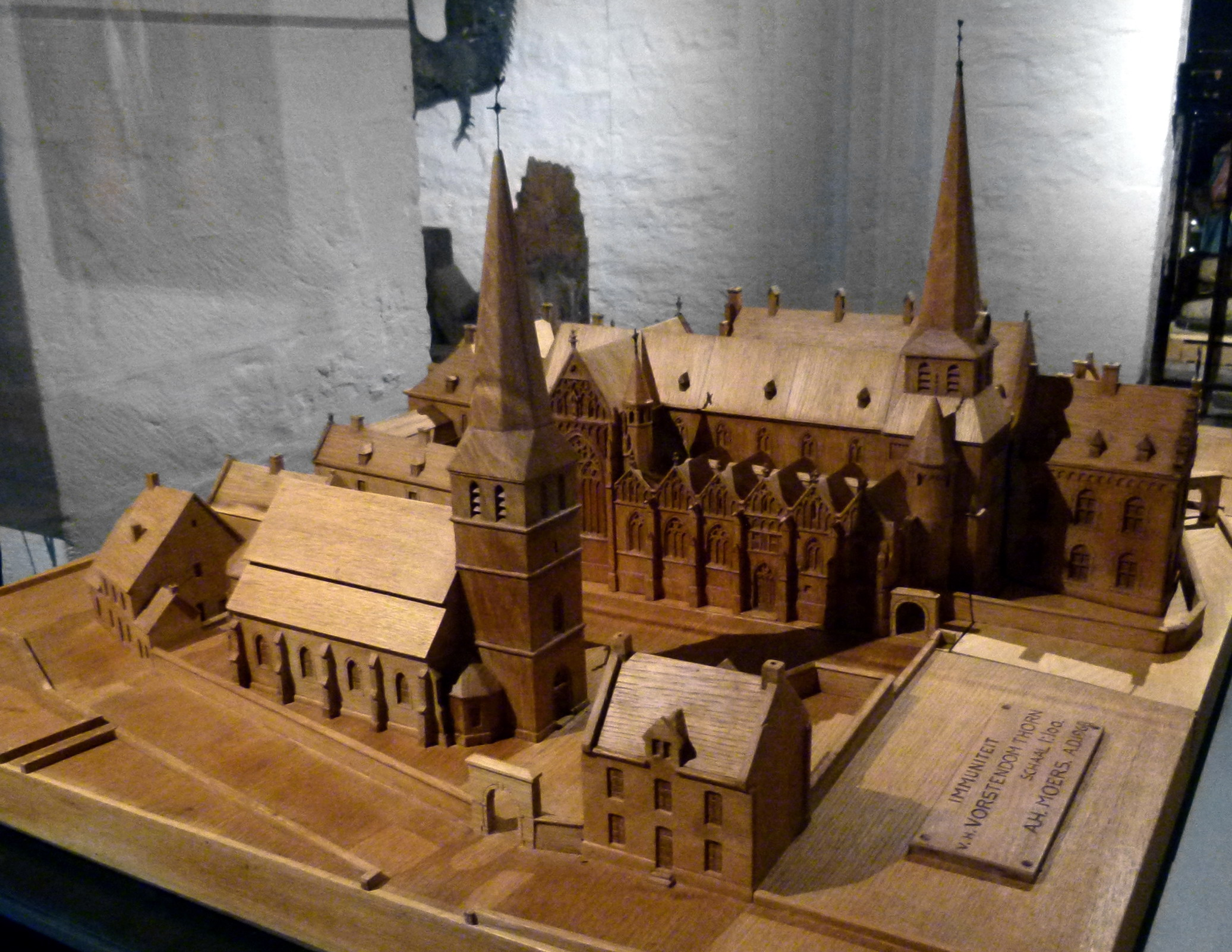
Maquette met parochie- en stiftkerk
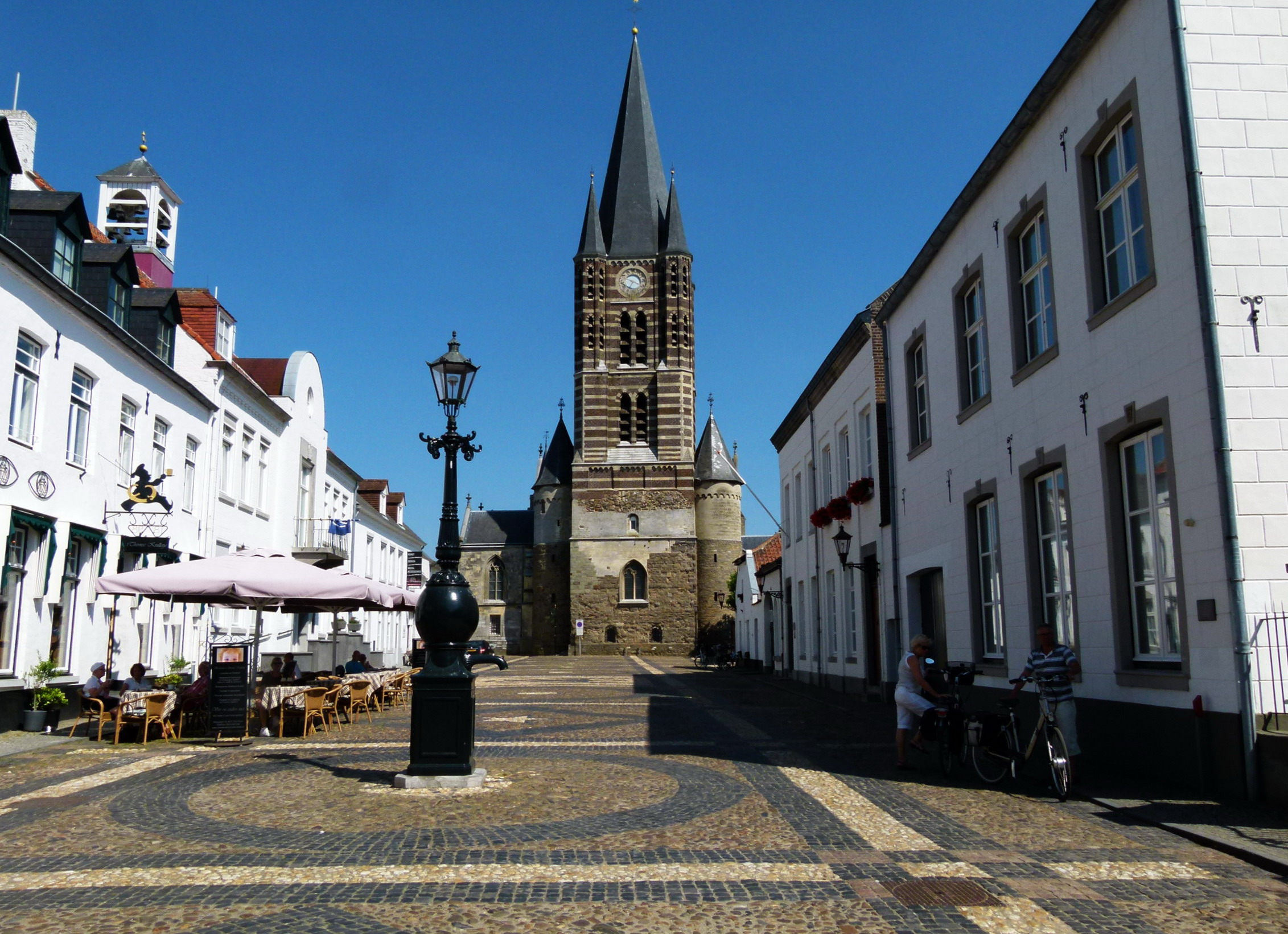
Wijngaard en stiftskerk
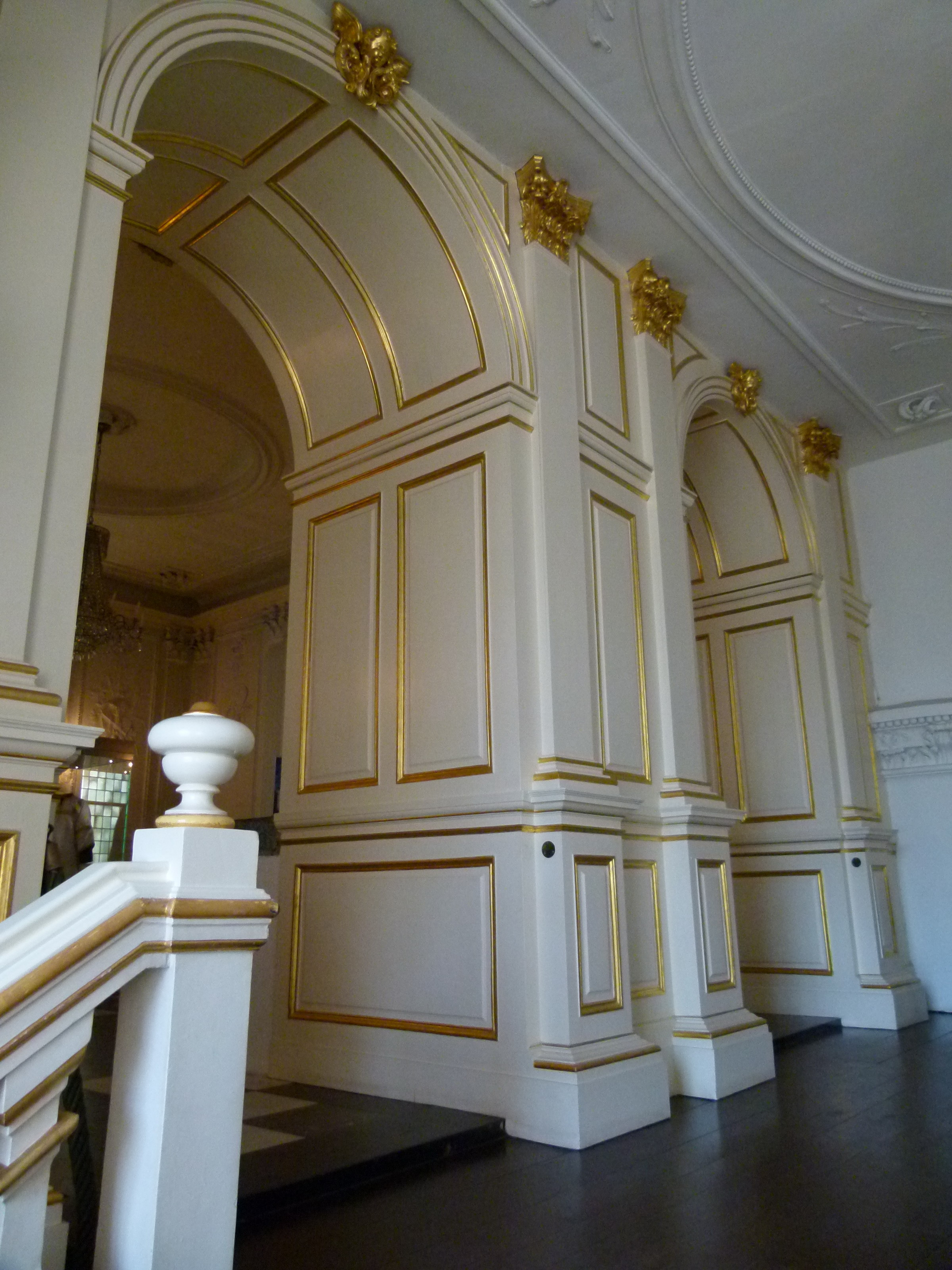
Entree dameskoor in de stiftskerk
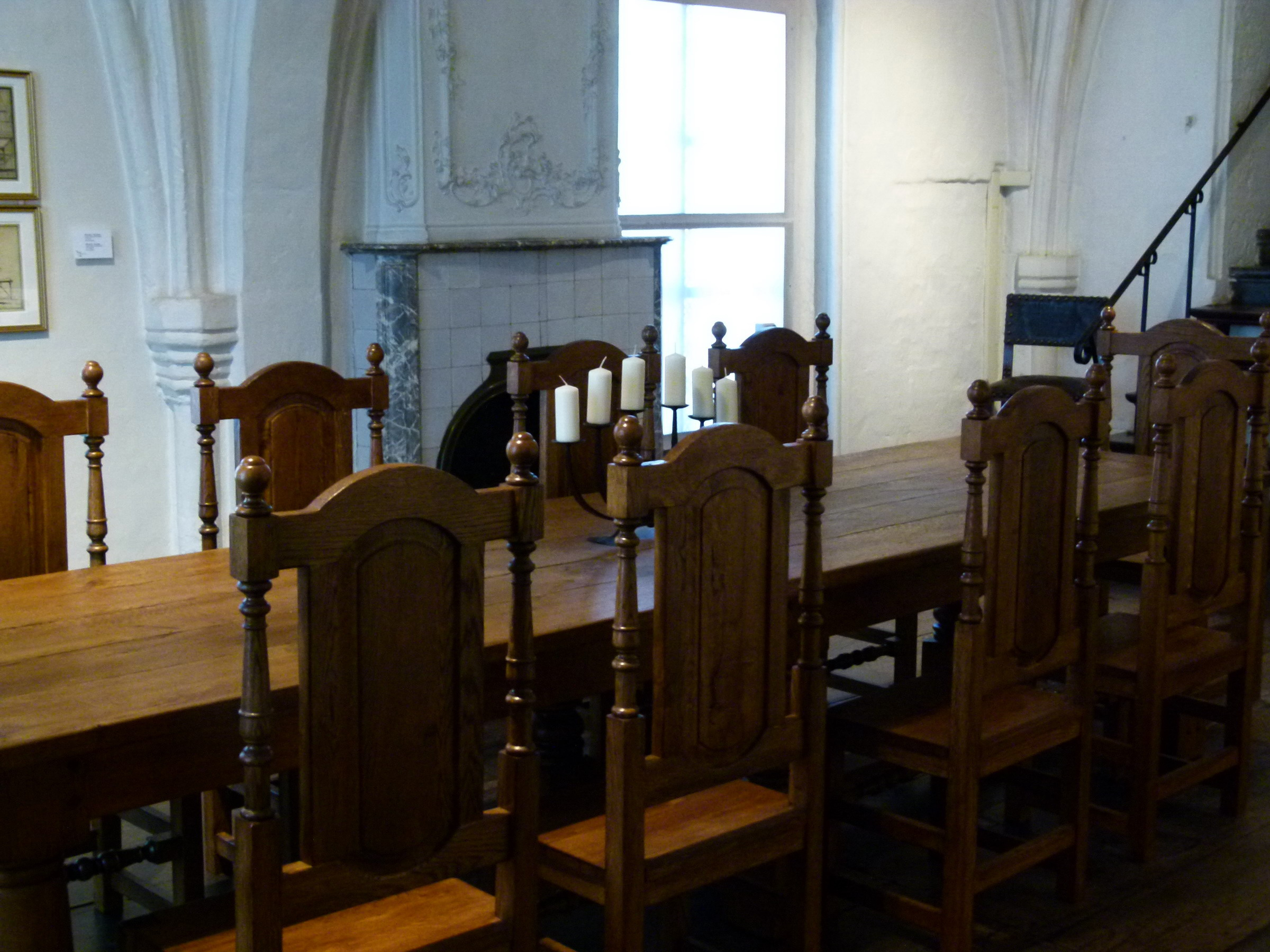
Kapittelzaal in het westwerk van de kerk

### Abdijgebouwen
Van de abdijgebouwen is nagenoeg niets meer over. Alleen enkele huizen van kanunniken en stiftsdames, en delen van de muur die het abdijcomplex omringden, zijn bewaard gebleven. Buiten het centrum herinneren de Loretokapel en enkele kapittelboerderijen en -watermolens nog aan de macht van het stift. De overige abdijgebouwen, het abdissenpaleis, de parochiekerk en de economiegebouwen, zijn verdwenen. Desondanks is het abdijverleden in Thorn nog bijna tastbaar, niet om het minst vanwege de witgeschilderde huizen, waardoor het stadje een eigen sfeer heeft weten te behouden.

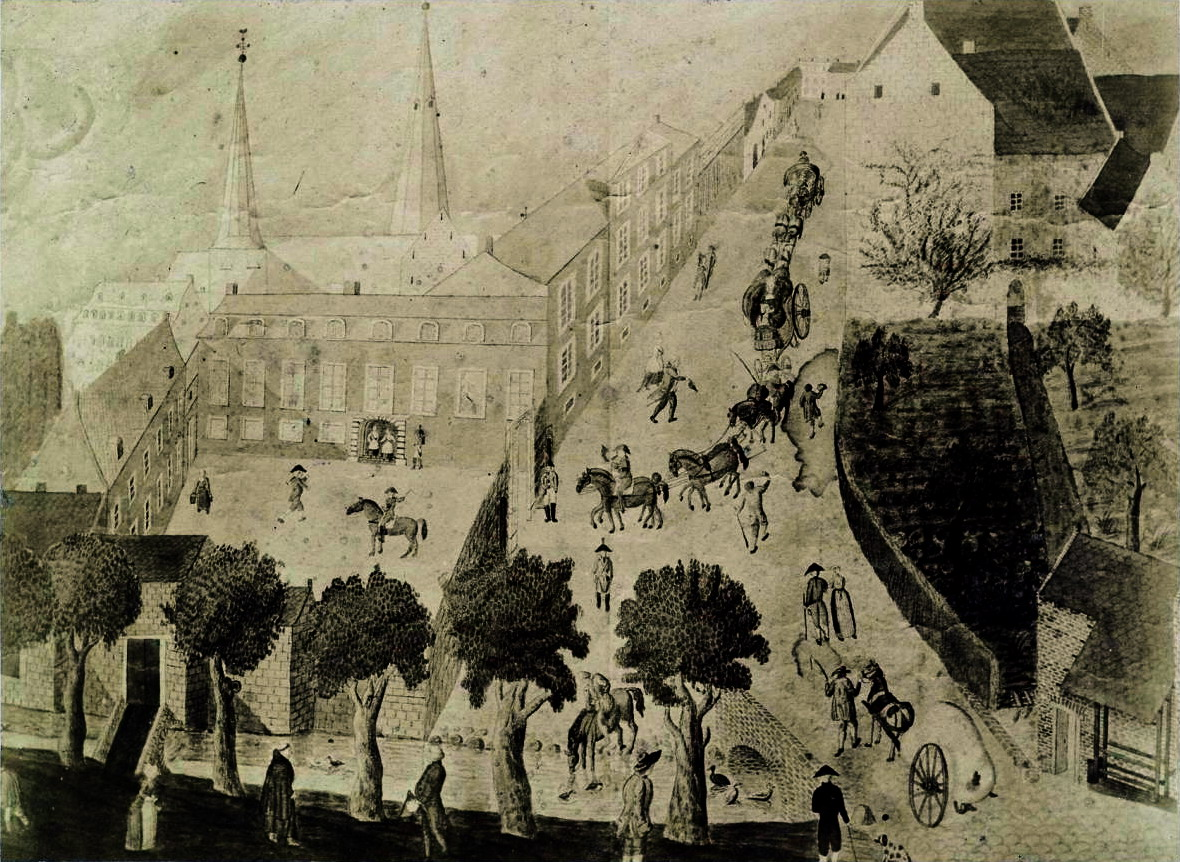
De abdij in de 18e eeuw (aquarel)
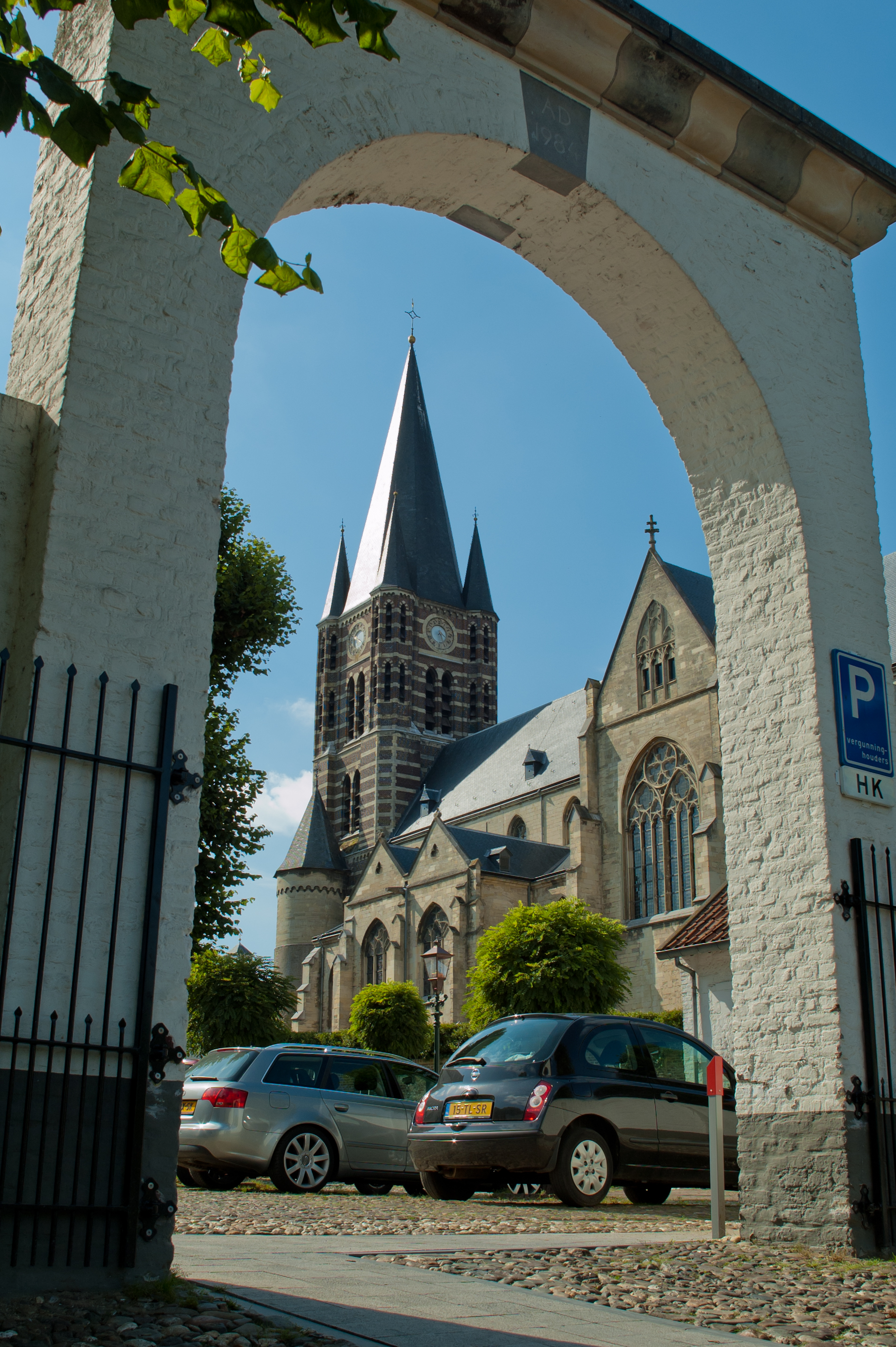
Toegangspoort abdijcomplex
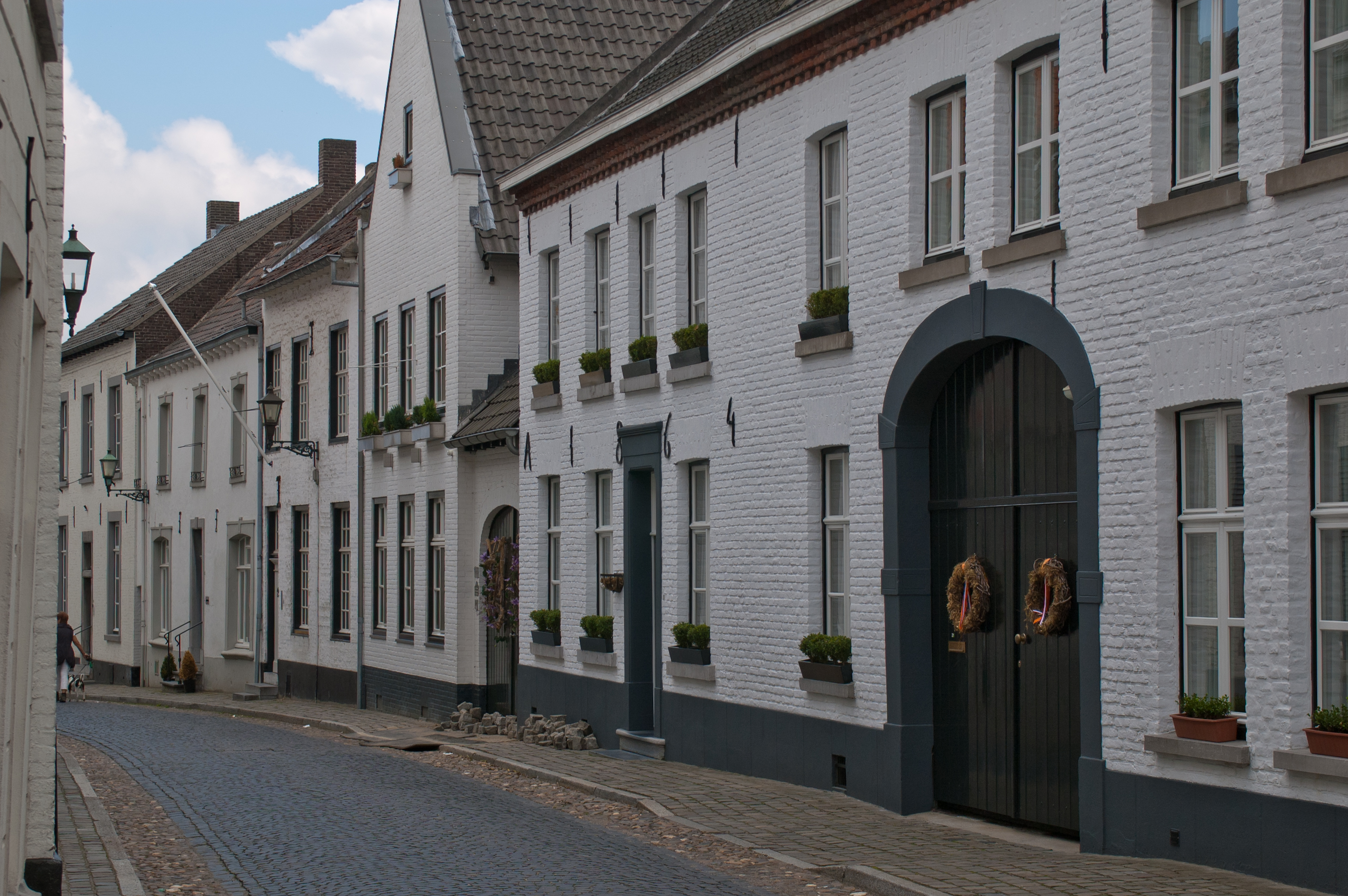
Witgeschilderde kanunnikenhuizen
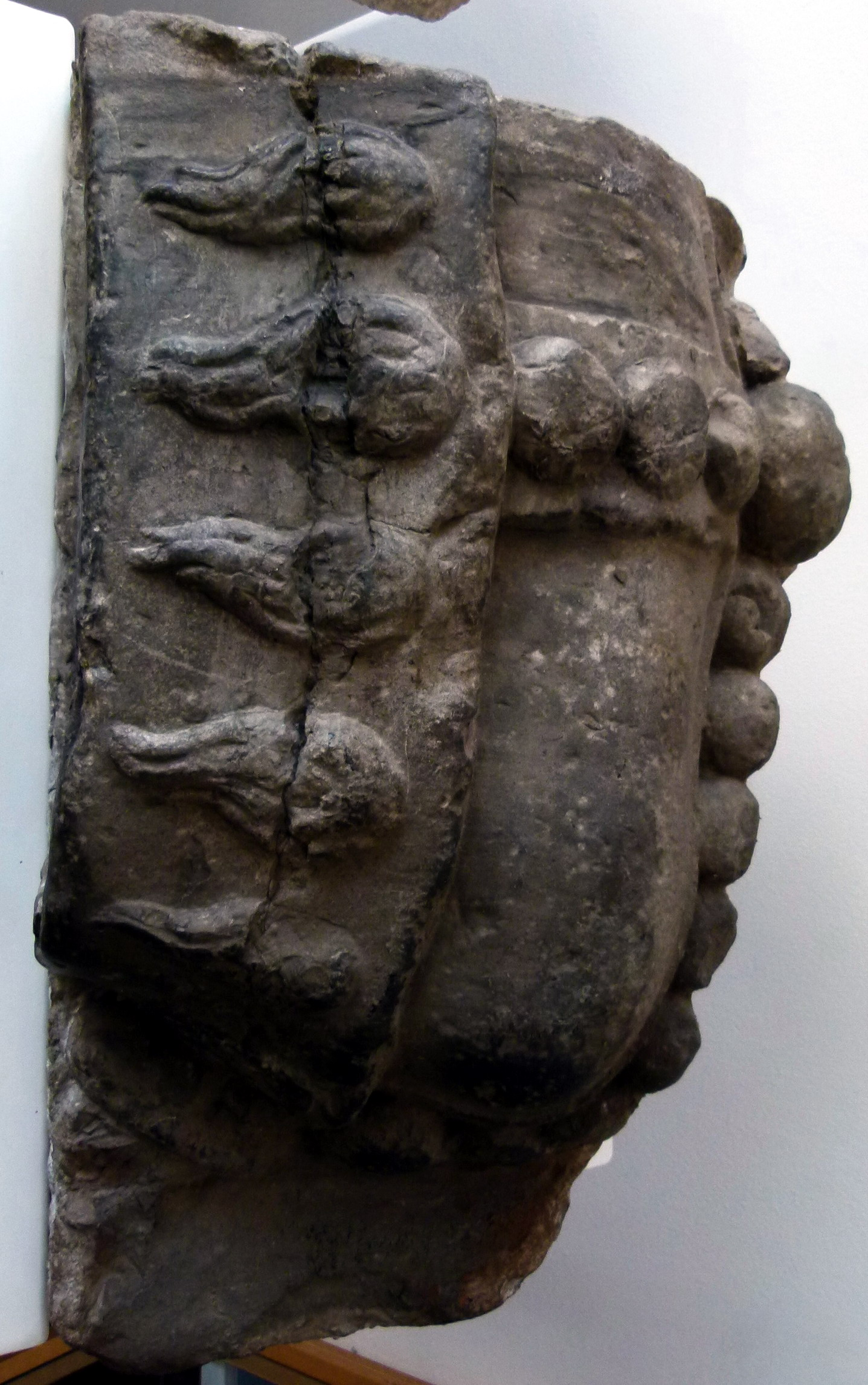
Fragment abdissenpaleis (Museum Thorn)

## Trivia
- Op 4 juni 1007 werd de Sint-Lambertuskerk in het Gelderse dorp Kerk-Avezaath door bisschop Notger van Luik aan de abdij van Thorn geschonken.[26] De abdij heeft tot 1619 het collatierecht gehad over de kerkgemeenschap in Kerk-Avezaath.[27]
- Een maquette van de voormalige abdij, gemaakt door de bouwkundig historicus Anton Moers, wordt tentoongesteld in de stiftskerk.